# Режими роботи електронної системи керування літаком
Якість і безпека польоту літака з електронною системою управління залежить від справності керувальних комп'ютерів, джерел інформації та електро/гідроживлення системи управління. Для забезпечення безпеки польоту кожна фірма-виробник літаків розробляє кілька режимів поступової деградації електронної системи управління. Пілоти мають бути навчені та бути в змозі безпечно завершити політ під час роботи електронної системи управління на будь-якому режимі (на випадок повної відмови передбачено механічне управління, яке дає змогу пілоту утримати літак у горизонтальному польоті та перезапустити живлення/роботу електронної системи управління).

## Airbus
Існують відмінності в архітектурі систем управління на літаках Airbus. Наприклад Аirbus 320 має 7 комп'ютерів, а Аirbus 330 - тільки 5. На обох літаках один комп'ютер у змозі забезпечити управління всього літака в найпростішому режимі - за законами прямого управління (Direct law).
У разі повної втрати енергопостачання літака резервна механічна система управління (Mechanical Back Up) дає змогу пілоту утримувати літак протягом періоду відновлення електроживлення. Пілоти мають механічне управління керованим стабілізатором і кермом напрямку.
Як приклад розглянуто Airbus 330, але більшість інформації можна застосувати до всього парку літаків.
Інформація від бічних ручок управління, педалей, інерціальної системи повітряних сигналів, датчиків положення шасі, механізації крила, датчиків прискорення і багатьох інших надходять у 5 комп'ютерів. Там ця інформація інтерпретується залежно від умов польоту, чинного режиму управління, фази польоту і виробляються команди на відхилення рульових поверхонь.
Існує три основні режими: нормальний закон керування (Normal Law), альтернативний закон керування (Alternate Law) і пряме керування (Direct Law). Кожен із цих трьох режимів має режим землі (ground mode), польоту (flight mode) і вирівнювання (flare mode).  Залежно від ступеня деградації системи альтернативний закон поділяється на два (ALT1 та ALT2).

### Нормальний закон керування
На землі кермо висоти відхиляється пропорційно відхиленню бічної ручки.
У польоті забезпечується п'ять захистів: від перевищення кута тангажу, перевантаження, швидкості, кута атаки та кута крену. Також на деяких режимах забезпечується захист від втрати швидкості. Щодо тангажу працює алгоритм С*.
Режим вирівнювання вмикається під час зниження до висоти 100 футів. Відхилення керма висоти пропорційне відхиленню бічної ручки. З висоти 50 футів система починає плавно створювати момент на опускання носа, що вимагає від пілота взяття ручки на себе для імітації стандартної поведінки літака з механічною системою управління.

### Альтернативний закон керування
Режим землі та режим вирівнювання такі самі, як у нормальному законі керування.
ALT1 — комбінація нормального закону в бічному каналі й альтернативного в каналі тангажу. Літак втрачає захист від потрапляння у звалювання. У разі падіння швидкості виробляється команда на опускання носа літака, що ґрунтується на показаннях швидкості, а не кута атаки, та система переходить з альтернативного на закон прямого керування і вмикається звукове попередження "Звалювання".
ALT2 — додатково до ALT1  втрачається нормальний закон у бічному каналі та замінюється прямим законом за креном і альтернативним за рисканням. Втрачається захист за креном.

### Закон прямого керування
Бічний канал відповідає ALT2. Канал тангажу на прямому законі - відхилення керма висоти пропорційне відхиленню бічної ручки. Усі захисти не працюють.

## Boeing
Філософією створення системи електродистанційної системи управління було те, що пілот, навчений і звиклий до пілотування літаків із механічною системою управління, не повинен відчувати незручностей або відпрацьовувати якісь нові навички під час управління літаком із цією системою.  Завдяки можливостям нової системи забезпечено захист літака від виходу за межі експлуатаційного діапазону. Але на відміну від інших розробників Боїнг не обмежує можливості перевищення обмежень, а лише перешкоджає цьому. Тобто, якщо пілот хоче навмисно вийти за допустиму межу, то він може це зробити.
Boeing 777 має дворівневу систему: 4 аналогові системи керування силовими приводами рульових поверхонь (Actuator Control Electronics (ACE)) та 3 цифрові головні польотні комп'ютери (Primary Flight Computers (PFC)).

### Нормальний режим
У "нормальному" режимі ACE отримує команди від органів управління в кабіні і передає їх PFC. Там розраховуються необхідні відхилення рульових поверхонь і ці команди повертаються назад в ACE, який перетворює їх на аналогові сигнали для відхилення рульових поверхонь. При цьому забезпечується виконання всіх функцій, включно з поліпшенням пілотажних властивостей, захистом експлуатаційного діапазону польотів і поліпшенням комфорту пересування.
Поліпшення пілотажних властивостей забезпечується інтегральним законом управління за тангажем C*U, демпфуванням шляхового каналу, функцією координації розворотів і компенсацією асиметрії тяги двигунів.
Захист експлуатаційного діапазону представлено захистом від звалювання і перевищення максимальної швидкості та максимального крену. Зменшення ймовірності виходу за межі досягається тактильними, звуковими та візуальними засобами попередження. Але можливості пілота з управління літаком не обмежуються.
Поліпшення комфорту забезпечується приборкуванням бічних коливань хвостової частини фюзеляжу.

### Другорядний режим
У "другорядному" режимі ACE, як і раніше,  отримує команди від органів управління в кабіні і передає їх PFC. Воно забезпечує ACE командами на відхилення рульових поверхонь, як і в "нормальному" режимі. Проте функціональність системи зменшено.
Рулі висоти і напрямку стають більш чутливими на деяких швидкостях.
Втрачається можливість використання автопілота, захисту експлуатаційного діапазону, придушення коливань фюзеляжу, компенсації асиметрії тяги, відбувається повна або часткова втрата демпфірування шляхового каналу.
PFC переходить у цей режим автоматично в разі виникнення певних відмов. Пілоти можуть продовжувати політ у цьому режимі, але виліт у такому стані не дозволяється.

### "Прямий" режим
У прямому режимі ACE не отримує команд від PFC. Кожен ACE декодує команди від датчиків органів управління і перетворює їх на керувальні команди приводів рульових поверхонь. Система управління автоматично переходить у цей режим у разі повної відмови всіх трьох PFC або втрати зв'язку з PFC. Пілоти можуть перейти в цей режим вручну. Пілотажні властивості літака в "прямому" режимі близькі до властивостей у "другорядному" режимі, забезпечується безпека завершення польоту і посадки.

### Резервна механічна система управління (Mechanical Back Up)
Колесо штурвала пов'язане з парою інтерцепторів №4 і 11, а важелі альтернативного тримування пов'язані зі стабілізатором механічно тросовою проводкою. Ця система призначена для утримання літака в горизонтальному польоті на час, поки не буде відновлено електроживлення основної системи.

## Антонов

### Ан-70
Система штурвального управління літака Ан-70 охоплює три цифрові обчислювачі, два аналогові борти управління, у кожному з яких по три обчислювачі та гідродинамічну систему управління (ГДСУ).
Вона може працювати в трьох режимах:
- основний режим першого рівня (спільна робота цифрової та аналогової частини електродистанційної системи управління, ЕДСУ);
- основний режим другого рівня (працює аналогова частина ЕДСУ);
- резервний режим (працює ГДСУ). ГДСУ складається з датчика команд, двох командних трубопроводів і рульового приводу. Рульовий привід керівної поверхні відхиляється пропорційно перепаду тиску в трубопроводах. Для роботи не потрібна електрика.
Основний режим першого рівня
ЄДСУ забезпечує:
- автоматичну зміну передавального коефіцієнта від органів управління до рульових поверхонь за всіма трьома каналами;
- демпфірування коливань за всіма трьома каналами;
- обмеження кута атаки, крену і бічного перевантаження;
- управління інтерцепторами;
- забезпечення завантаження і тримування органів управління;
- забезпечення тактильної сигналізації перевищення допустимого кута атаки;
- інтегральний зворотний зв'язок за тангажем і креном.
Основний режим другого рівня
Вимикаються функції:
- автобалансування за тангажем і креном;
- автоматична зміна передавальних коефіцієнтів від органів управління до рульових поверхонь по всіх каналах;
- обмеження кута атаки, крену і бічного перевантаження;
- поліпшення стійкості за швидкістю
Резервний режим
Втрачаються функції поліпшення стійкості та керованості, повна втрата управління інтерцепторами

### Ан-148
Система штурвального управління літака Ан-148 охоплює три цифрові обчислювачі та резервний механічний контур управління (РМКУ).
Вона може працювати в трьох режимах:
- основний режим;
- основний режим у разі невірогідних показань швидкості;
- резервний режим (працює РМКУ).
Як приклад розглянуто канал керма висоти.
В основному режимі виконуються такі функції: відхилення керма висоти від штурвала і від кнопки тримера, компенсація впливу числа М, штучна стійкість за швидкістю, демпфування коливань, обмеження граничного кута атаки і управління від автопілота.
У разі появи ознаки невірогідності сигналу швидкості, для органів управління приймаються фіксовані значення передавальних коефіцієнтів, що відповідають приладовій швидкості 200 км/год і числу М 0.7. Коефіцієнти демпфірування визначаються за положенням механізації крила.
У резервному режимі ЕДСУ вимикається, відхилення рульових поверхонь відбувається на менші кути та за спрощеними законами. Тример працює тільки в каналі тангажу. Відсутність демпфірування і захисту за граничним кутом атаки.